# Pardosa strandembriki
Pardosa strandembriki är en spindelart som beskrevs av Lodovico di Caporiacco 1949. Pardosa strandembriki ingår i släktet Pardosa och familjen vargspindlar.
Artens utbredningsområde är Etiopien. Inga underarter finns listade i Catalogue of Life.